# Peter Galison
Peter Lois Galison (Nova Iorque, 17 de maio de 1955) é um físico e historiador da ciência estadunidense.
Ocupa a cadeira de Professor Pellegrino na Universidade Harvard. Obteve o Ph.D. na Universidade Harvard em ambas as áreas, física e história da ciência, em 1983. Suas publicações incluem Image and Logic: A Material Culture of Microphysics, de 1997 (sem edição em língua portuguesa, em tradução literal: “Imagem e Lógica: Uma Cultura Material da Microfísica”) e Einstein's Clocks, Poincaré's Maps: Empires of Time (também não editado em português; em tradução literal: “Relógios de Einstein, Mapas de Poincaré: Impérios do Tempo”). Seu livro mais recente, publicado em 2007, em co-autoria com Lorraine Daston, é intitulado Objectivity (igualmente não editado em língua portuguesa, em tradução literal “Objetividade”).
Antes de lecionar na Universidade Harvard, Galison lecionou por vários anos na Universidade Stanford, onde foi professor de história, filosofia e física. É considerado parte da Escola de Filosofia da Ciência de Stanford, juntamente com Ian Hacking, John Dupré e Nancy Cartwright.
Galison desenvolveu um filme para o The History Channel (TV por assinatura), sobre o desenvolvimento da bomba de hidrogênio, e tem feito um trabalho na intersecção da ciência com outras disciplinas, mais particularmente, com a arte (juntamente com sua esposa, Caroline A. Jones) e arquitetura. É membro do conselho editorial de Investigação Crítica e foi um MacArthur Fellow em 1996.

## Publicações
Em Image and Logic, Galison explorou a crescente ruptura fundamental nas ciências físicas: se singulares, relatos visuais de fenômenos científicos seriam aceitos como forma dominante de prova, ou se estatisticamente significativos, os resultados repetidos por muitas vezes, dominariam o campo. Esta ruptura, Galison reivindica, pode ser vista nos conflitos entre físicos de alta energia investigando novas partículas, alguns dos quais oferecem até análise estatisticamente significativa e, frequentemente, replicadas da nova partícula que passa através de campos eléctricos, outros dos quais oferecem uma imagem única de uma partícula comportando-se - em uma única instância - de uma maneira que não pode ser explicada pelas características existentes nas partículas conhecidas.
Seu trabalho com Lorraine Daston desenvolveu o conceito de objetividade mecânica, que é frequentemente usado na literatura acadêmica, e fez um trabalho pioneiro na aplicação do conceito antropológico de zonas comerciais para a prática científica.

## Documentários
Galison está envolvido na produção de dois documentários. O primeiro, The Ultimate Weapon: The H-Bomb Dilemma’’ (literalmente, em língua portuguesa: "A arma definitiva, o dilema da Bomba H"), é sobre as decisões políticas e científicas por trás da criação da primeira bomba de hidrogênio nos Estados Unidos, e estreou no The History Channel em 2000. O segundo e mais recente, Secrecy’’ (literalmente, em língua portuguesa, "Sigilo"), que Galison dirigiu com o cineasta de Harvard Robb Moss, é sobre os custos e benefícios do governo, e estreou em 2008 no Festival Sundance de Cinema.

## Filmografia
- The Ultimate Weapon The H-Bomb Dilemma (literalmente, em língua portuguesa: "A arma definitiva, o dilema da Bomba H"). (2000) Escritor/produtor, 44 minutos. Exibição: The History Channel, 2000.
- Secrecy (literalmente, em língua portuguesa, "Sigilo") (filme) (2008) Produtor/Diretor (com Robb Moss), 85 minutos. Exibição: Festival Sundance de Cinema ('08).